# Okręg wyborczy Shipley
Okręg wyborczy Shipley powstał w 1885 r. i wysyła do brytyjskiej Izby Gmin jednego deputowanego. Okręg położony jest w zachodnim Yorkshire.

## Deputowani do brytyjskiej Izby Gmin z okręgu Shipley
- 1885–1892: Joseph Craven, Partia Liberalna
- 1892–1895: William Byles, Liberalni Laburzyści
- 1895–1906: James Fortescue Flannery, Partia Liberalno-Unionistyczna
- 1906–1915: Percy Illingworth, Partia Liberalna
- 1915–1918: Oswald Partington, Partia Liberalna
- 1918–1923: Henry Rae, Partia Liberalna
- 1923–1930: William Mackinder, Partia Pracy
- 1930–1935: James Horace Lockwood, Partia Konserwatywna
- 1935–1950: Arthur Creech Jones, Partia Pracy
- 1950–1970: Geoffrey Hirst, Partia Konserwatywna
- 1970–1997: Marcus Fox, Partia Konserwatywna
- 1997–2005: Christopher Leslie, Partia Pracy
- 2005– : Philip Davies, Partia Konserwatywna